# Scarus niger
Scarus niger е вид лъчеперка от семейство Scaridae.

## Разпространение
Видът е разпространен в Австралия, Американска Самоа, Британска индоокеанска територия (Чагос), Бруней, Вануату, Виетнам, Гуам, Джибути, Египет, Еритрея, Йемен, Израел, Източен Тимор, Индия, Индонезия, Йордания, Камбоджа, Кения, Кирибати (Лайн), Китай, Кокосови острови, Коморски острови, Мавриций, Мадагаскар, Майот, Малайзия, Малдиви, Малки далечни острови на САЩ (Остров Бейкър и Хауленд), Маршалови острови, Мианмар, Микронезия, Мозамбик, Науру, Ниуе, Нова Каледония, Оман, Остров Рождество, Острови Кук, Палау, Папуа Нова Гвинея, Параселски острови, Провинции в КНР, Реюнион, Самоа, Саудитска Арабия, Северни Мариански острови, Сейшели, Сингапур, Соломонови острови, Сомалия, Острови Спратли, Судан, Тайван, Тайланд, Танзания, Токелау, Тонга, Тувалу, Уолис и Футуна, Фиджи, Филипини, Френска Полинезия, Френски южни и антарктически територии (Нормандски острови), Хонконг, Шри Ланка, Южна Африка и Япония.